# Manifiesto del 16 de enero de 1844
El Manifiesto del 16 de enero de 1844, como su fecha lo indica, fue concebido y redactado antes de la fundación de la República Dominicana. Es el acta de independencia de la Nación Dominicana, plataforma sobre la cual se fundó y se levantó la república. El manifiesto presenta las razones que justifican la separación de la República de Haití, señalando todos los agravios sufridos durante la ocupación haitiana de Santo Domingo y pasa a detallar cómo sería el nuevo Estado que surgirá de esa separación.
La Manifestación, como algunos la llaman, luego de la fundación de la república, sirvió como Carta Magna desde febrero hasta el 6 de noviembre de 1844 cuando fue proclamada la primera Constitución en San Cristóbal.
El manifiesto establece los límites de la República Dominicana y las provincias que la componen:

Dividido como está el territorio de la República Dominicana en cuatro provincias, a saber Santo Domingo, Santiago o Cibao, Azua desde el límite hasta Ocoa y Seibo.

## Antecedentes
En ausencia de Juan Pablo Duarte, quien se encontraba refugiado en Venezuela, fueron Francisco del Rosario Sánchez, Matías Ramón Mella y Vicente Celestino Duarte quienes se encargaron de dirigir a los Trinitarios. Con recursos muy pobres, haciendo circular hojas manuscritas por todo el país, bajo enorme peligro, se completaba la campaña destinada al logro de más adeptos a la causa independentista, así como la ultimación de detalles.
El más importante de estos documentos fue la célebre Manifestación de los pueblos de la Parte Este de la Isla antes Española o de Santo Domingo, sobre las causas de su separación de la República Haitiana, del 16 de enero de 1844, escasos días antes de ser proclamada la República Dominicana el 27 de febrero de 1844. Es por consiguiente, el primer documento oficial de la Nación, con el cual se inicia nuestra colección de leyes.

## Redacción
La autoría del documento no ha estado exenta de controversia, pues varios próceres históricos se disputan el hecho de haber escrito el manifiesto. Thomas Madiou, historiador haitiano, dice que el manifiesto fue escrito y hecho circular por Francisco del Rosario Sánchez y Matías Ramón Mella.

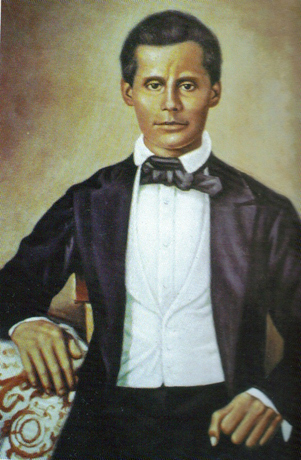
Francisco del Rosario Sánchez

Manuel Dolores Galván afirma en su Necrología, publicada en el revista Letras y Ciencias del 19 de noviembre de 1984, que este sirvió como secretario de Sánchez y que de su puño y letra circuló el Manifiesto del 16 de enero. En una breve relación histórica escrita en 1918 por Eustaquio Puello, afirma éste que su padre, el general Gabino Puello, hizo circular por el Sur de la Isla el Manifiesto manuscrito que escribió su "primo Manuel Dolores Galván en la reunión de Musié Pallén".
No obstante en la República Dominicana se considera que la redacción del documento fue obra de don Tomás Bobadilla y Briones, ya que en una sesión de trabajo del Tribunado el 10 de junio de 1847 este, lo afirmaría diciendo: "Creo, señores, que ninguno puede ser mejor dominicano que yo. Yo fui el primero que dijo: Dios, Patria y Libertad; yo fui el autor del Manifiesto del 16 de enero; yo en la noche del 27 de febrero me encontraba a la cabeza del pueblo; yo fui el Presidente de la Junta Gubernativa..."

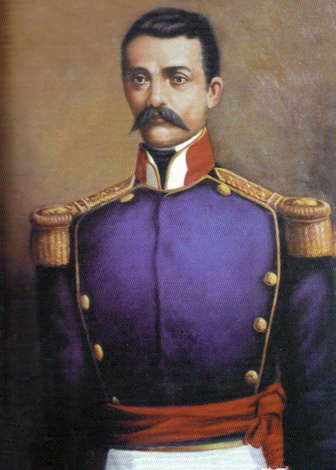
Matías Ramón Mella

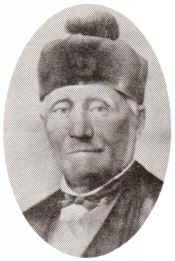
Tomas Bobadilla y Briones

El Tribunal Constitucional de la República Dominicana, publicó el libro LA JUSTA CAUSA DE LA LIBERTAD, que contiene el Manifiesto de los pueblos de la Parte Este de la Isla antes Española o de Santo Domingo, sobre las causas de su separación de la República Haitiana del 16 de enero de 1844. Ese título surge de la misma Manifestación. El prólogo es del historiador Juan Daniel Balcácer, presidente de la Comisión Permanente de Efemérides Patrias, quien confirma que El Manifiesto del 16 de enero, también conocido como el “Acta de Independencia dominicana”, fue autoría de Tomás Bobadilla.
Siendo así, Tomás Bobadilla Briones es el autor de nuestra Declaración de Independencia, la cual sustentó el pronunciamiento del Baluarte del Conde la noche del 27 de febrero de 1844, es decir, el nacimiento del Estado llamado República Dominicana.
El Manifiesto contiene las ideas de su autor, secundadas por todos sus firmantes y apoyadas por todos los pueblos. Dicho con toda claridad: La República Dominicana se erige sobre las ideas Tomás Bobadilla Briones. La Manifestación es el primer documento de la Colección de Leyes, Decretos y Reglamentos de la República Dominicana.